# Armonía (tratado pedagógico)
Armonía es un tratado de armonía musical escrito por el compositor y teórico de la música chileno Andrés Steinfort Mulsow y publicado en 1925 por la Editorial Casa Amarilla en Santiago de Chile. 

## Descripción
Es un texto basado en el método de autoenseñanza o Selbstunterricht destinado tanto a estudiantes de composición e instrumentistas como a los aficionados a la música.
Está dividido en tres libros: Armonía consonante, Armonía disonante y Adornos armónicos.
Tras su publicación, fue aprobado como texto de enseñanza en el Conservatorio Nacional de Música de Santiago de Chile, donde Steinfort se desempeñaba como profesor. Este tratado junto con su manual ABC de la Música (1922) son las obras más importantes de Steinfort.